# یتینگه
یتینگه (به سوئدی: Getinge) شرکت تجهیزات پزشکی سوئدی است، که در سال ۱۹۰۴ تأسیس شد. این شرکت فراهم‌کننده تجهیزات و سیستم‌های موردنیاز در زمینه بهداشت، درمان و علوم زیستی می‌باشد.
گروه یتینگه در سه حوزه: کنترل امراض، مراقبت-درمان و سیستم‌های پزشکی فعالیت می‌نماید. در سال ۲۰۰۸ شمار کارکنان این گروه ۱۱٫۶۰۴ نفر اعلام شده‌است.
دفتر مرکزی شرکت یتینگه در شهر یوتبری، سوئد قرار دارد و بخشی از سهام آن در بازار بورس اوام‌اکس استکهلم معامله می‌شود. در حال حاضر مدیر عامل این شرکت؛ یوهان مالم‌کوئیست و رئیس هیئت مدیره آن؛ کارل بنت می‌باشد.